# Várköz
Várköz (1899-ig Vrádiste, szlovákul Vrádište) község Szlovákiában, a Nagyszombati kerületben, a Szakolcai járásban.

## Fekvése
Szakolcától 3 km-re délnyugatra fekszik.

## Története
A régészeti leletek tanúsága szerint területén már a hallstatt-korban éltek emberek, településük hamvasztásos temetőjét is megtalálták a régészek.
A mai települést 1392-ben "Wratna" néven említik először a holicsi uradalom részeként. A középkorban általában "Wratna" alakban szerepel a forrásokban. Régi neve a szláv „vrata”, azaz magyarul kapu főnévből származik. 1432-ben Szakolca városának része, a szakolcai, majd később újra a holicsi uradalomhoz tartozott. A 18. századtól a Habsburg család birtokolta. 1787-ben 106 házában 761 lakos élt. A 19. század elejétől jelentős zsidó közösség is élt itt. 1828-ban 143 háza és 999 lakosa volt. Lakói főként mezőgazdasággal és szőlőtermesztéssel foglalkoztak.
Vályi András szerint "VRADIST. Tót falu Nyitra Várm. földes Urai a’ F. Király, és Kőszegi Uraság, lakosai katolikusok, fekszik Szakoltzához nem meszsze, mellynek filiája; határja meglehetős."
Fényes Elek szerint "Vradist, Nyitra vm. tót f. Szakolczához egy fertálynyira: 458 kath., 157 evang., 418 zsidó lak. Synagóga. Jó föld. F. u. ő cs. k. felsége. Ut. p. Holics."
Nyitra vármegye monográfiája szerint "Vrádist, tót község, Szakolczától délnyugotra, egyenlő távolságra Szakolcza és Holics közt, 703 túlnyomó számban r. kath. és kevés ág. ev. és izr. vallásu lakossal. Postája van; táviró- és vasúti állomása Holics. Kath. kápolnája 1866-ban épült. A községben négy malátagyár működik. A falu 1432-ben „Wrathna” néven mint Szakolcza város birtoka szerepel. Később a gróf Czobor és utána a cs. és kir. család volt a földesura."
A trianoni békeszerződésig Nyitra vármegye Szakolcai járásához tartozott.

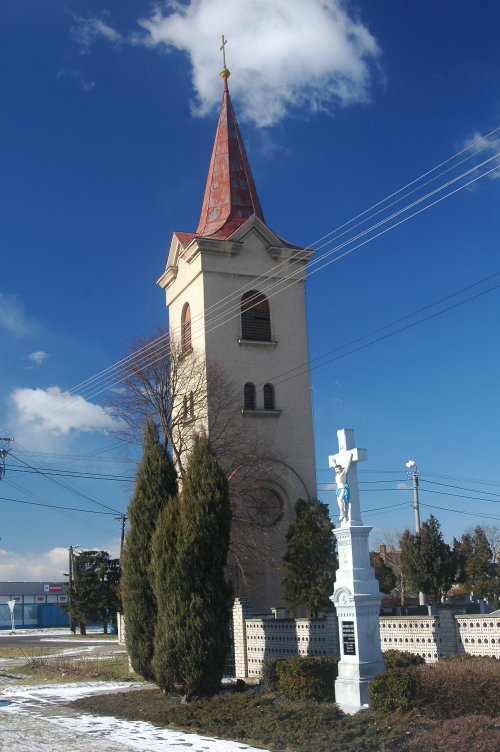
A harangtorony

## Népessége
| Év:            | 1994. | 2004.    | 2014.    | 2024.   |
| -------------- | ----- | -------- | -------- | ------- |
| Emberek száma: | 598   | 682      | 789      | 848     |
| Eltérés:       |       | +14,04 % | +15,68 % | +7,47 % |

| Év:            | 2023. | 2024.   |
| -------------- | ----- | ------- |
| Emberek száma: | 846   | 848     |
| Eltérés:       |       | +0,23 % |

1910-ben 628, túlnyomórészt szlovák lakosa volt.
2001-ben 636 lakosából 622 szlovák volt.
2011-ben 759 lakosából 716 szlovák.

## Nevezetességei
- Szent Anna tiszteletére szentelt római katolikus temploma 1754-ben épült. 1900 körül átépítették.
- Nepomuki Szent János tiszteletére szentelt későbarokk-klasszicista kápolnája a 18. század végén épült.

## Külső hivatkozások
- E-obce.sk Archiválva 2008. szeptember 16-i dátummal a Wayback Machine-ben
- Községinfó
- Várköz Szlovákia térképén
- Várköz a régió honlapján
- E-obec.sk